# シークレット・パラダイス
『シークレット・パラダイス』（Paradise Found）は2003年のオーストラリア、イギリス、フランス、ドイツ合作映画。
19世紀のフランスの画家、ポール・ゴーギャンの半生を描いたサスペンスドラマ。
1986年の映画『黄金の肉体 ゴーギャンの夢』(The Wolf at the Door)で、ゴーギャンを演じたドナルド・サザーランドの息子であるキーファー・サザーランドが本作のゴーギャンを演じている。

## ストーリー
株式仲買人として成功し、美しい妻と子供4人とともに幸福な家庭を築いていた30代のゴーギャンだが、現代絵画を収集する趣味がこうじて、ついに仕事をなげうって画家になることを決意する。しかし、画家として身を立てることは並大抵ではなく、妻子とも別居し、貧困の中で絵を描き続けることを余儀なくされる。そんなゴーギャンを救ったのは、南洋のタヒチだった。

## キャスト
- ポール・ゴーギャン - キーファー・サザーランド
- メット・ゴーギャン - ナスターシャ・キンスキー
- カミーユ・ピサロ - アラン・アームストロング
- チャールズ・アルノー - クリス・ヘイウッド（英語版）